# Paul van Rietvelde

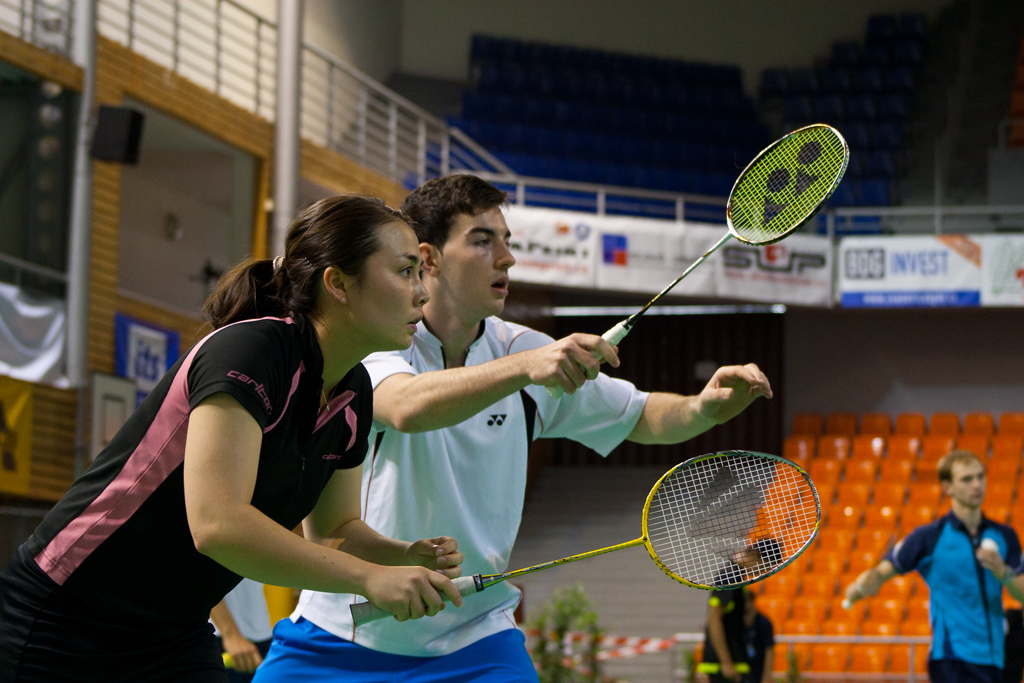
Paul van Rietvelde bei den Czech International 2001

Paul van Rietvelde (* 7. August 1991 in Edinburgh) ist ein schottischer Badmintonspieler. 

## Karriere
Paul van Rietvelde nahm 2010 im Herrendoppel an den Commonwealth Games teil. Im darauffolgenden Jahr siegte er bei den Türkiye Open Antalya 2011. 2011 siegte er auch erstmals bei den schottischen Meisterschaften, wobei er im Mixed mit Imogen Bankier erfolgreich war. 2012 gewann er die Herrendoppelkonkurrenz gemeinsam mit Watson Briggs.

## Sportliche Erfolge
| Saison | Veranstaltung                     | Disziplin    | Platz | Name                               |
| ------ | --------------------------------- | ------------ | ----- | ---------------------------------- |
| 2011   | Türkiye Open Antalya              | Herrendoppel | 1     | Paul van Rietvelde / Ben Stawski   |
| 2012   | Schottland: Einzelmeisterschaften | Herrendoppel | 1     | Watson Briggs / Paul van Rietvelde |
| 2012   | Portugal International            | Herrendoppel | 2     | Marcus Ellis / Paul van Rietvelde  |
| 2012   | Welsh International               | Herrendoppel | 1     | Marcus Ellis / Paul van Rietvelde  |
| 2013   | Denmark International             | Herrendoppel | 1     | Marcus Ellis / Paul van Rietvelde  |